# Intercâmbio educacional
Intercâmbio educacional, estudantil ou cultural são expressões que designam a troca mútua de estudantes de um determinado local com outro, geralmente fora do país de origem, para aprender a língua nativa, cultura e hábitos praticados de outra nação com fins educacionais, profissionais ou pessoais. Inicialmente, a palavra intercâmbio designava unicamente programas que envolviam a viagem de um estudante do país A ao país B e do país B ao país A, sempre reciprocamente. De praxe, o estudante do país A era acolhidos pela família do estudante do país B e vice-versa. A instituição pioneira nos programas de intercâmbio foi o Rotary International.
A partir dos anos 1980, os programas se diversificaram e atualmente o termo designa qualquer período de estudo ou trabalho de uma pessoa em país estrangeiro com objetivo seu aperfeiçoamento educacional ou profissional. A Associação Brasileira de Agências de Intercâmbio, Belta, vem desempenhando importante papel desde 1992, ano de fundação, na internacionalização dos Brasileiros atuando frente a governos dos destinos, promovendo programas e instituições de ensino de qualidade, além de profissionalizar a prestação de serviço das agências que recebem o Selo Belta após serem aceitas na organização.
Hoje em dia o estudante pode escolher quanto tempo deseja ficar no lugar escolhido, não sendo mais obrigatório o sistema de troca, o tempo de permanência no destino dependerá do seu visto e será de acordo com o curso escolhido, o estudante pode estudar uma nova língua como o inglês, fazer high school (ensino médio), universidade, programa de férias, programas de trabalho e cursos para se especializar em uma área de atuação profissional.
Há agências que trabalham com adolescentes em programas high school (ensino médio no exterior) ou intercâmbio de férias e permitem pessoas a partir de treze anos, já outras somente aceitam aqueles a partir dos 18 anos. Não há um limite máximo de idade para a maioria dos programas e hoje em dia é cada vez mais comum pessoas mais velhas buscarem no intercâmbio um caminho para aperfeiçoar outro idioma, ter uma experiência de trabalho internacional ou vivenciar plenamente uma outra cultura.
As principais opções de intercâmbio são:
- cursos de idiomas
- programas de estudo e trabalho (onde é permitido estudar e trabalhar ao mesmo tempo)
- intercâmbio universitário (graduação, pós-graduação, MBA)
- programas de trabalho (au pair, trabalho de férias, trabalho voluntário)
- High School (ensino médio)
- intercâmbio de férias/ intercâmbio teen

## Duração do intercâmbio
O intercâmbio educacional pode durar semanas, meses ou até anos. O período de vivência no exterior depende dos objetivos do estudante e suas condições. As opções mais comuns variam entre 2 semanas e 1 ano e um dos principais objetivos é aprender um idioma estrangeiro.
- Intercâmbio de 15 dias / 2 semanas: para profissionais que querem melhorar suas habilidades em um idioma ou estudantes que desejam aproveitar o tempo livre para se divertir e aperfeiçoar seus conhecimentos
- Intercâmbio de 30 dias / 4 semanas / 1 mês: indicado para quem também quer utilizar as férias para melhorar habilidades em um idioma e, ao mesmo tempo, conhecer novas culturas e interagir com a população local
- Intercâmbio de 2 meses: para quem dispõe de um período de tempo um pouco maior de um mês e quer aprender um idioma enquanto experimenta outra cultura
- Intercâmbio de 3 meses: para jovens, estudantes e profissionais que ainda contam com um tempo relativamente limitado, mas desejam se inserir em uma cultura diferente e aprender ou aperfeiçoar um idioma
- Intercâmbio de 6 meses: indicado para a maioria das pessoas - do estágio mais básico ao mais avançado de proficiência em um idioma. Em 6 meses, é possível obter uma grande bagagem cultural e aprender um idioma
- Intercâmbio de 1 ano ou mais: um ano é tempo suficiente para ganhar fluência em um idioma. Indicado a todos que dispõem de um tempo maior para se inserir completamente no estilo de vida de um país estrangeiro